# Droga wojewódzka 188
Die Droga wojewódzka 188 (DW 188) ist eine polnische Woiwodschaftsstraße, die auf 67 Kilometer Länge in den beiden Woiwodschaften Großpolen und Pommern  in Süd-Nord-Richtung verläuft. 
Die DW 188 verbindet die Kreisstädte Piła (Schneidemühl), Złotów (Flatow) und Człuchów (Schlochau) miteinander und stellt dabei gleichzeitig eine Verbindung zwischen den Landesstraßen DK 10 und DK 11 (in Piła) mit den Landesstraßen DK 22 und DK 25 (in Człuchów) her. In Krajenka (Krojanke) und Złotów (Flatow) stellt sie außerdem den Anschluss an die Woiwodschaftsstraßen DW 189 bzw. DW 190 her.

## Ausbauzustand
| Abschnitt        | Streifen | Trennstreifen | Bemerkung |
| ---------------- | -------- | ------------- | --------- |
| Stadtgebiet Piła | 4        | ja            | städtisch |
| Piła – Człuchów  | 2        | nein          |           |

## Streckenverlauf
Woiwodschaft Großpolen
- Powiat Pilski (Kreis Schneidemühl):
  - Piła (Schneidemühl) (→ DK 10: Lubieszyn (Neu Linken) – Stettin ↔ Płońsk (Plöhnen), und DK 11: Kołobrzeg (Kolberg) ↔ Poznań (Posen) – Kluczbork (Kreuzburg) – Bytom (Beuthen/OS))

- Powiat Złotowski (Kreis Flatow):
  - Skórka (Schönfeld)
  - Dolnik (Wittenburg)
  - Żeleźnica (Hammer)
  - Krajenka (Krojanke) (→ DW 190: → Szamocin (Samotschin) – Wągrowiec (Wongrowitz))
  - Wąsoszki (Wonzower Weg)
  - Klukowo (Blankenfelde)
  - Blękwit (Blankwitt)

- X ehemalige Bahnstrecke Wałcz (Deutsch Krone)/Jastrowie (Jastrow) – Węgierce (Wengerz) – Złotów (Flatow) X
  - Złotów (Flatow) (– DW 189: Jastrowie (Jastrow) ↔ Sypniewo (Wilckenwalde) – Więcbork (Vandsburg))

- X PKP-Linie 203: Kostrzyn nad Odrą (Küstrin) – Tczew (Dirschau) X
  - Płosków (Friedrichsbruch)
  - Zakrzewo (Buschdorf)
  - Głomsk (Glumen)

- X PKP-Linie 203 X
  - Lipka (Linde)
  - Debrzno-Wieś (Dobrin)

Woiwodschaft Pommern
- Powiat Człuchowski (Kreis Schlochau):
  - Debrzno (Preußisch Friedland)
  - Myśligoszcz (Marienfelde)
  - Mosiny (Mossin)
  - Przytok (Malzmühle)
  - Dębnica (Damnitz)

- X PKP-Linie 210: Chojnice (Konitz)–Runowo Pomorskie (Ruhnow) X
  - Człuchów (Schlochau) (→ DK 22: Kostrzyn nad Odrą (Küstrin) ↔ Malbork (Marienburg) – Elbląg (Elbing) – Grzechotki (Rehfeld)/Russland, und DK 25: Bobolice (Bublitz) ↔ Bydgoszcz (Bromberg) – Oleśnica (Oels))